# Dobrota

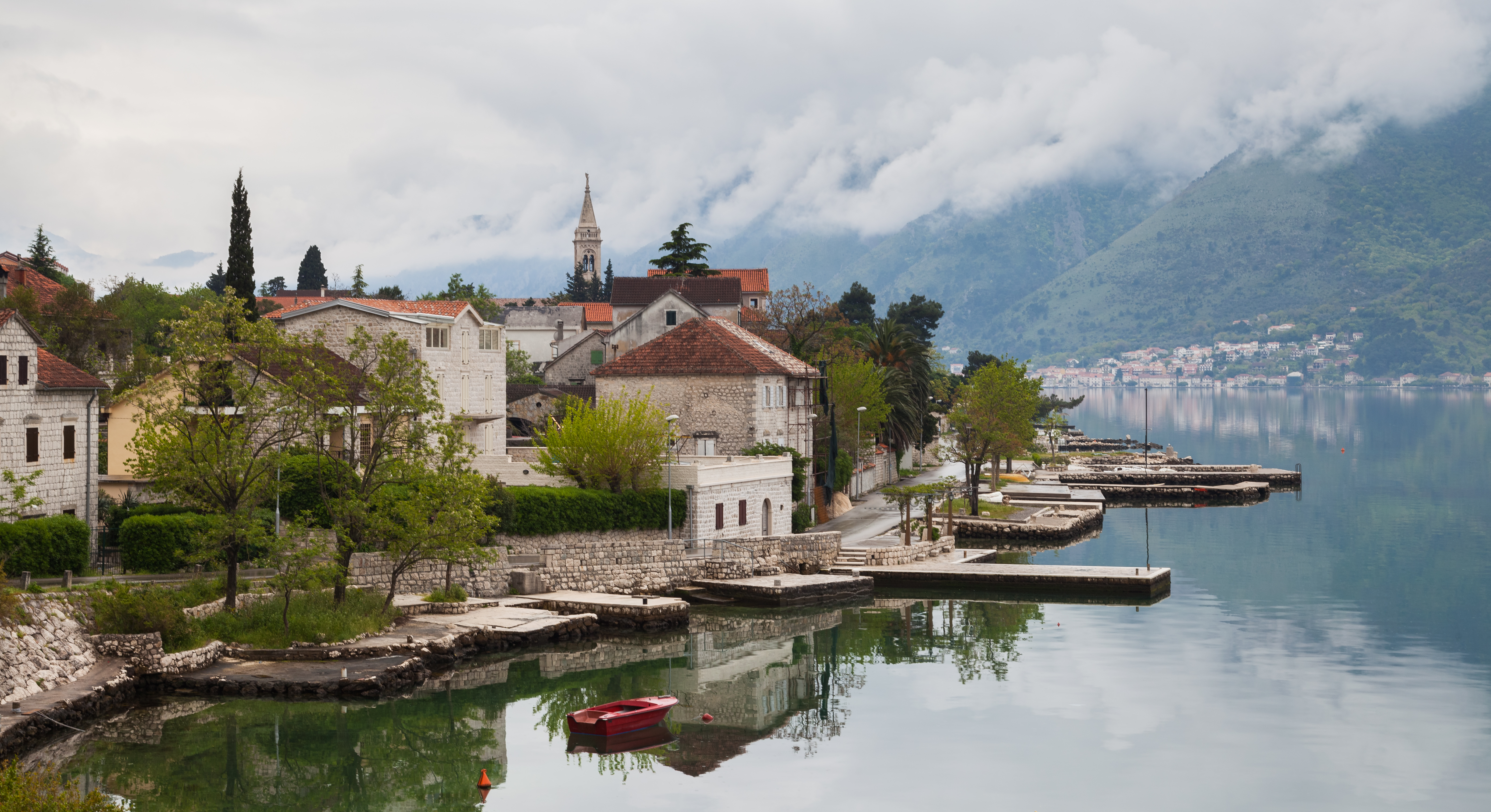
Dobrota

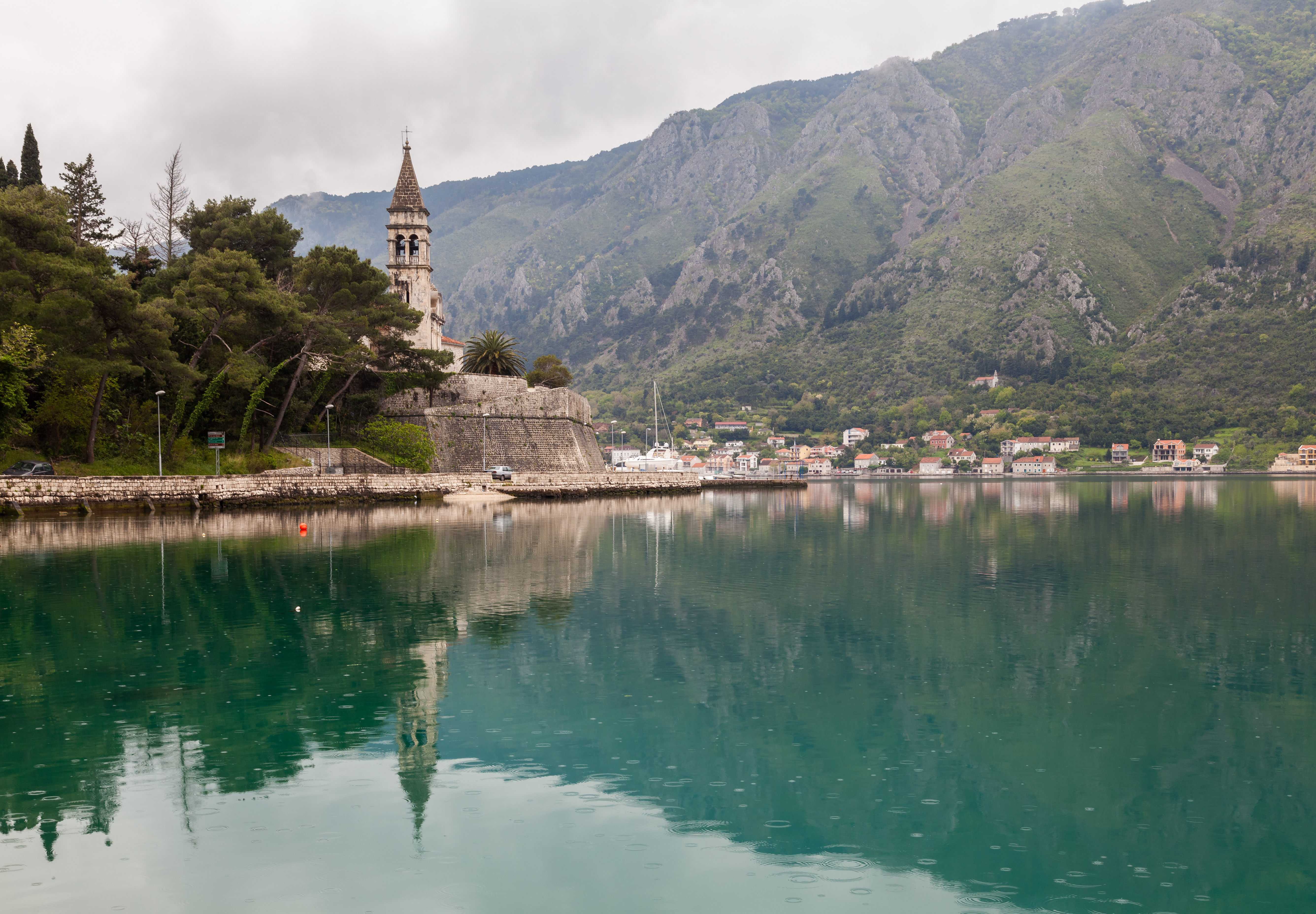
Matthiaskirche in Dobrota

Dobrota (kyrillisch Доброта, italienisch Bonintro) ist eine städtische Siedlung in der Gemeinde Kotor in Montenegro. Nach der Volkszählung von 2003 zählt Dobrota 8.169 Einwohner (nach der Volkszählung von 1991 waren es 7.283 Einwohner).
Die Postleitzahl von Dobrota ist 85331, die Telefonvorwahl 082. Die Ersterwähnung des Ortes fällt ins Jahr 1260 als Dabrathum, später Dobrotha, woraus sich später der heutige Name entwickelte.